# Schematyzm Diecezji Włocławskiej
Schematyzm Diecezji Włocławskiej – rocznik urzędowy kościołów i duchowieństwa diecezji kujawsko-kaliskiej i diecezji włocławskiej, wydawany w języku łacińskim, a od 1931 roku w języku polskim.
W 1133 roku wzmiankowano istnienie diecezji kujawsko-pomorskiej z siedzibą biskupią w Kruszwicy, którą za panowania biskupa Onolda przeniesiono do Włocławka. 30 czerwca 1818 roku na terenie Królestwa Polskiego na mocy bulli papieskiej Ex imposita Nobis erygowano diecezję włocławską czyli kaliską, którą nazywano kujawsko-kaliską. 28 października 1925 roku na mocy bulli papieskiej Vixdum Poloniae unitas przywrócono nazwę diecezji włocławskiej.
W 1931 roku treść rocznika zawierała: hierarchię kościoła katolickiego w Polsce, historię bazyliki katedralnej we Włocławku, wykaz prałatów i kanoników kapituły katedralnej, wykaz prałatów i kanoników kapituły kolegialnej w Kaliszu, wykaz członków kurii biskupiej, wykaz profesorów i alumnów wyższego seminarium duchownego, wykaz szkolnych prefektów, wykaz dekanatów z parafiami, wykaz zmarłych duchownych, wykaz zakonów i zgromadzeń męskich z opisem parafii i nazwiskami zakonników, wykaz żeńskich zgromadzeń zakonnych z nazwiskami sióstr zakonnych, alfabetyczny spis duchownych, alfabetyczny spis parafii.